# Bundesarbeitsgemeinschaft der PatientInnenstellen und -Initiativen
Die Bundesarbeitsgemeinschaft der PatientInnenstellen und -Initiativen (BAG – PatientInnenstellen oder BAGP) wurde als bundesweite Arbeitsgemeinschaft der GesundheitsAkademie e.V. gegründet. Ihre Arbeitsschwerpunkte sind unabhängige Patienteninformation, -beratung, -unterstützung, -beschwerden und -kompetenz sowie Patientenbeteiligung.

## Geschichte
Die Gründung der BAGP erfolgte 1989 durch Patientenstellen und -initiativen innerhalb der gemeinnützigen GesundheitsAkademie e.V. mit dem Ziel, gemeinsame Beratungsstandards zu entwickeln und zu gewährleisten sowie ihre Kompetenzen zu bündeln und um effektiver politisch handeln zu können. Als Dachorganisation von Patientenstellen und für Patientenberater steht die BAGP in der Tradition der Gesundheitsbewegung der 1980er Jahre, der es um Empowerment und Selbstbestimmung, medizinische Methodenvielfalt, kollektive und selbstorganisierte Interessenvertretung und um gesundheitsfördernde Lebensbedingungen ging. Viele Ideen sind im Austausch mit den Schweizer Patientenstellen entwickelt worden.
2001 begannen die ersten bundesweiten Modellprojekte zur Entwicklung der Patientenberatung. Seit 2004 ist die BAGP vom Bundesministerium für Gesundheit als einer von vier Verbänden für die Patientenvertretung im Gemeinsamen Bundesausschuss (G-BA) anerkannt und damit berechtigt, Patientenvertreter zur Mitwirkung im G-BA zu benennen. Zudem veröffentlicht die BAGP regelmäßig Stellungnahmen zu Gesetzesentwürfen und politischen Entscheidungen im Gesundheitswesen, gibt Presseerklärungen heraus und erstellt Infomaterialien, um über Patientenrechte aufzuklären.

## Handlungsfelder
Die Handlungsfelder der BAGP sind unabhängige Patienteninformation, -beratung, -unterstützung, -beteiligung, -kompetenz, -beschwerden und -vertretung.

### Patienteninformation
Die BAGP vertritt den Standpunkt, dass Patienten unabhängige, verlässliche und verständliche Patienten- und Gesundheitsinformationen benötigen, die einfach im Alltag anwendbar sind. Deshalb unterstützt die BAGP die Bildung eines nationalen Gesundheits-Informations-Portals möglichst unter wesentlicher Beteiligung der Patientenorganisationen.

### Patientenberatung
Bis 2015 waren die in der BAGP zusammengeschlossenen Patientenstellen über den Verbund unabhängige Patientenberatung (VuP) e.V. an der Unabhängigen Patientenberatung Deutschland (UPD) beteiligt. Anfang 2016 wurde die Beratung für Kassen- und Privatpatienten auf den Gesundheitsdienstleister Sanvartis GmbH übertragen, der 2018 von der Sanvartis Careforce Holding GmbH übernommen wurde. Diese Übernahmen wurden von vielen Vereinen, Verbänden, politischen Parteien und in Medienberichten heftig kritisiert. Das Bundesministerium für Gesundheit und der GKV-Spitzenverband verteidigten die Übernahme. Seit Anfang 2016 findet die Patientenberatung in den Patientenstellen meist ehrenamtlich statt.

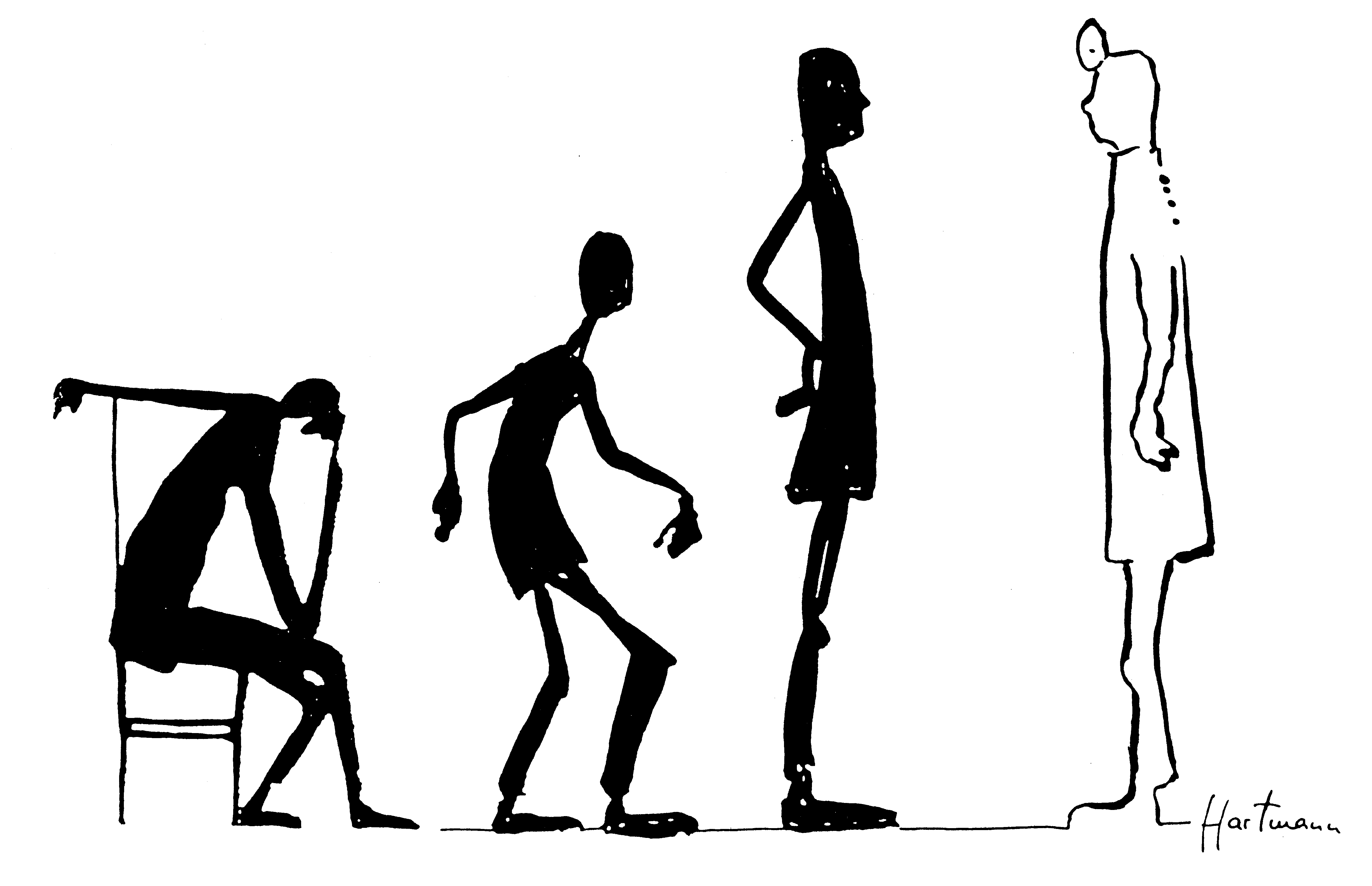
Alternatives Logo der BAGP

### Patientenunterstützung
Da sich nicht alle Patienten in Krankheits- und Gesundheitsfragen selbst helfen können und Notlagen, Krankheitsverläufe oder fehlende Unterstützung durch Freunde oder Angehörige zu Hilflosigkeit und seelischen Leid führen können, bieten sich die BAGP-Beratungsstellen auch in solchen Situationen als Ansprechpartner an, hören zu, vermitteln Hilfe oder unterstützen bei der Antragstellung für soziale Leistungen.

### Patientenbeteiligung
Die Patientenstellen und die BAGP sind in vielen bundes- und landesweiten Gremien der gemeinsamen Selbstverwaltung im Gesundheitswesen beteiligt. Auf Bundesebene sind das z. B. der G-BA und auf Länderebene die Landesausschüsse, Zulassungs- und Berufungsausschüsse. Aber auch an weiteren Gemeinschaftsprojekten ist die BAGP beteiligt, so z. B. an dem Kooperationsverbund gesundheitsziele.de oder an dem Aktionsbündnis Patienten-Sicherheit (APS).

### Patientenkompetenz
Die BAGP sieht Patientenkompetenz als Teil der Gesundheitskompetenz und beteiligte sich deshalb an der Entwicklung des Nationalen Aktionsplan Gesundheitskompetenz. Das Ziel der Information und Beratung in den Patientenstellen ist Empowerment, die Stärkung der Entscheidungs- und Handlungsfähigkeit der Ratsuchenden und damit ihre Patientenkompetenz.

### Patientenbeschwerden
Die Beratungsstellen der BAGP nehmen Kritik und Beschwerden von Patienten und ihren Angehörigen ernst und verstehen diese als Entwicklungschance. Zusammen mit Anregungen und Vorschlägen für eine konkrete Verbesserung der Versorgungssituation nehmen sie diese entgegen und leiten sie an zuständige Stellen weiter.